# 셰인 코너
셰인 코너(영어: Shane Connor, 1959년 4월 3일 ~ )는 오스트레일리아의 배우이다.

## 출연 작품
- 터치 (2014년)
- 맨 (2013년)
- 울프 크릭 2 (2013년)
- 힘내라! 찰리 (2008년)
- 백경 (1998년)
- 텐더 훅스 (1989년)
- 브레이킹 루즈 (1988년) - 샘슨 역

### 텔레비전
- 프리즈너 (1983-86, Prisoner) - 봉고 코너스 역